# ميجا مان محارب النت
ميغا مان محارب النت ( باليابانية : ロックマンエグゼ ، نقرحة : لوكومان إيجكسو ، ترجمة حرفية : روكمان . إي أكس إي ) هو سلسلة أنيمي والمانجا مستندة إلى سلسلة ميغا مان معركة النت التي نشرتها شركة كابكوم ، كلاهما يستخدم نفس الاسم ولكن يختلف بشكل بسيط في الحبكة بعضهما البعض . كتب سلسلة المانغا من قبل ريو تاكاميساكي و نشرت في مجلة عملاق النشر شوكاكوكان كوروكورو كوميك في الفترة بين عامي 2001 و 2006 ، في حين أن سلسلة الأنمي المتلفزة ، التي أنتجتها استديو زيبيك بالتعاون مع نظام نيهون الإعلاني وشبكة تلفاز طوكيو ، ظلت تعرض لمدة خمس مواسم على محطة تلفاز طوكيو في اليابان بين مارس 2002 و سبتمبر 2006 ، و بلغت الحلقات التي تم بثها في الإجمالي إلى 209 حلقة ، فضلا عن فيلم طويل. قامت شركة Viz Media بالحصول على حقوق نشر سلسلة المانغا ليتم توزيعها في دول قارة أمريكا الشمالية ، بما في ذلك جميع الفصول الرئيسية من المانغا بين عامي 2004 و2008، في حين أنه لم يتم بث الأنيمي إلا الموسم الأول و بث ميغامان أكسس على قناة كيدز دبليو بي ! في الفترة بين 2003 إلى 2005.
تجري أحداث قصة ميغا مان محارب النت في عام غير محدد من القرن الحادي والعشرين حيث تطور الإنترنت بسرعة و أصبح الآن القوة الدافعة للحياة اليومية. يتمكن المستخدمون من التفاعل مع الإنترنت باستخدام الأجهزة الطرفية الشخصية (البي إي تي) و أجهزة الملاحة عبر الإنترنت، و مقاتل النت و هو أفاتار أو صور الرمزية عبر الإنترنت ذات الوظائف الخاصة ( النافي نت في النسخة اليابانية ) بما في ذلك القدرة على حذف الفيروسات باستخدام شرائح المعركة أو رقاقات المعركة يركز ميغا مان محارب النت على حياة لان هيكاري ( نيتو هيكاري في النسخة اليابانية ) ميجا مان محارب النت ( روكمان في النسخة اليابانية ) الخاص به. حيث يحاولون هم وأصدقائهم إيقاف شر (في البداية منظمة الجريمة ورلد ثري World Three، قبل أن يتفرع عنها لاحقًا) من الاستيلاء على العالم أو تدميره. تم تكليف كلا التعديلين بالتزامن مع تطوير اللعبة الأولى لضمان نجاح السلسلة.

## القصة

### الإعداد و الشخصيات
تركز السلسلة على لان هيكاري و مقاتل النت الخاص به ، ميغامان أثناء بناء صداقتهما أثناء التعامل مع التهديدات من منظمات جرائم النت المختلفة. إلى جانب لان، فهناك الأصدقاء مايلو ساكوراي ، ديكس أوجريون، ياي أيانو، توري فرويد، ومقاتلي النت الخاصين بهم : دحروجة ، شجيع ، وسيم و تلجاوي . على الرغم من أن المسلسل يظل في الأصل قريبًا إلى حد ما من لعبة ميغامان معركة النت الأصلية من حيث القصة، إلا أن القصة تبدأ في الأختلاف بشكل كبير في منتصف السلسلة. على سبيل المثال، لا يوجد دليل يظهر أن لان وميجا مان كانا شقيقين توأم في الأنمي، على عكس الألعاب حيث تم الكشف عن ذلك قرب نهاية لعبة معركة النت النسخة الأولى .

### المانجا
تدور المانجا في ستة خطوط مختلفة للقصة، كل منها مقتبسة بشكل فضفاض من عناصر الألعاب التي أنتجت من شركة كابكوم . تتبع القصة الأولى لان وميجا مان وهما يقاتلان العالم الثالث في شكل شرير الأسبوع . بعد سلسلة من الهجمات التي شنتها العالم الثالث، طور لان وميجامان قدرة نادرة وهي التوافق الكامل - وهي حالة يندمج فيها عقل المشغل و مقاتل النت معًا مما يسمح بردود أفعال أسرع على حساب أي ضرر على مقاتل النت يتم إلحاقه أيضًا بالمشغل. بفضل هذا، حصل على ترخيص Net-Battler وتم توظيفه رسميًا من قبل الشرطة للمساعدة في هزيمة العالم الثالث. في النهاية، يبدأ زعيم العالم الثالث، الدكتور ويلي، هجومًا ضخمًا على إلكترونيات العالم ويعتزم استخدام اختراعه، فيروس الحياة، للسيطرة على الأقمار الصناعية في الفضاء لتدمير الأرض. تمكن لان وميجا مان من العثور على ثغرة وهزيمة فيروس الحياة مع ميجا مان الذي تم تفجيره طوال الطريق إلى شبكة الإنترنت تحت الأرض، Undernet.
في القصة الثانية، يقاتل لان وميجامان بقايا العالم الثالث، فقط ليتم مهاجمتهم فجأة من قبل أقوى نافي في Undernet، "الظل الأسود" باس. لقد هُزموا بسرعة، لكنهم وعدوا بعضهم البعض بتحسين مهاراتهم من أجل مباراة العودة في النهاية. يدخل كلاهما قريبًا هرمًا قديمًا ويواجهان فرعون ، وهو مقاتل نت قادم من حضارة قديمة يمنحهما قوة Hub-Style عند حذفه. لقد جذبت قوة ميجامان الجديدة انتباه المنظمة الإجرامية Grave، التي تهدف إلى سرقة قوة ميجامان باستخدام كائن Multibug Organism، Gospel. انضم باس إلى القتال وبدأ مباراة العودة التي طال انتظارها، حيث خرج ميجامان منتصرًا.
بعد تدمير غراف، اقترب مدرب مشهور في حرب الشبكات، السيد فيموس، من لان وميجامان، وحذرهما من وجود أعداء جدد في هيئة قوة مظلمة يقودها الرباعي الشرير الذي جعل هاب ستايل عديم الفائدة. سرعان ما تحيط القوة المظلمة بالمدينة، مما يتسبب في ظهور مقاتلي النت بداخلها في العالم الحقيقي. قام السيد المشهور بتجميع مقاتلي الشبكة ذوي الخبرة لمحاربة التهديد، ولكن تم هزيمتهم جميعًا باستثناء لان وميجا مان، وأصدقائهما، تشاد و ممتاز الذين اكتسبوا قوة جديدة تسمى أسلوب موراماسا من ملك أندرنت، سيريناد. معًا، يهزمون الرباعي الشرير، الذي جمع الظلام لإحياء باس باعتباره نافي الظلام. بدأ باس هجومه على العالم البشري، واستوعب سيريناد في هذه العملية. باستخدام البرنامج الجديد الذي تركه Serenade، Double Soul، اكتسب ميجا مان شكلًا جديدًا، Proto Soul، من خلال امتصاص 99% من قوة ممتاز وهزم Bass. ومع ذلك، بعد هزيمة باس، كشف اثنان من Dark Navis، LaserMan و MegaMan DS (Dark Soul)، عن أنفسهم باعتبارهم Darkloids، المجهزين الحقيقيين لـ Dark Navis.
تتراجع القبة المظلمة ويعود أفراد مقاتلي النت إلى أجهزة البي إي تي خاصتهم وشبكة الرقمية . بمساعدة Net Navi من Schaero وSearchMan وBubbleMan، تمكنوا من العثور على الثقب الأسود الذي استخدمه Darkloids لدخول عالمهم. استخدم ميجامان ولان أسلوب Hub Style لدخول الثقب الأسود ومواجهتهما بواسطة ميجامان دي إس الذي جعل شيدمان يفصل بين وعي ميجامان ولان، وأصاب لان بجروح بالغة ليجعل ميجامان يستسلم لكراهيته، مما عزز قوة ميجامان دي إس وسمح له بامتصاص باس تمامًا. قام ممتاز وSearchMan بملاحقة ميغامان ، وبفضل جهودهما المشتركة بالإضافة إلى تمرد Bass من داخل MegaMan DS، تمكنا أخيرًا من هزيمة MegaMan DS وLaserMan. وصل جيش Netopia بقيادة العقيد NetNavi بعد فترة وجيزة وقام بتدمير ما تبقى من Dark Loids وأغلق البوابة إلى Dark Cybernet. بعد أيام، تلقى جيش نيتوبيا الأمر بسجن ميجامان خوفًا من احتمالية وجود روح مزدوجة بينه وبين باس مما قد يؤدي إلى تدمير العالم، مما يجبر ميجامان على الهروب.
تبع لان ميجامان إلى نيتوبيا بمساعدة شود واكتشف أن جيش نيتوبيا قد تم اختراقه من قبل داركلويدس. بعد أن أثبت أنه جدير بالثقة، سمح العقيد ومشغله باريل لميجامان ولان بالانضمام إلى قضيتهم لهزيمة داركلويدس بقيادة ريجال. ردًا على ذلك، أطلق ريجال البرنامج المظلم Nebula Gray الذي يهدد بامتصاص Cybernet. يحاول جيش Netopia غزو خادم Regal ولكن يتم القضاء عليهم بواسطة Nebula Gray باستثناء العقيد. منجذبًا بقوة نيبيولا جراي المظلمة، انضم باس أيضًا إلى القتال، وتبعه قريبًا ميجامان، وبروتومان، وتوماهوكمان، وجيرومان. تم هزيمة الجميع ما عدا ميجامان وباس وكولونيل، لذلك لم يبق أمام ميجامان أي خيار سوى دمج نفسه مع باس، ليصبح باس كروس ميجامان. بينما تغلبوا على نيبيولا جراي، استعاد البرنامج المظلم نفسه من خلال امتصاص قوة باس. وجد ميجامان قوة جديدة تسمى Beast Out واستخدمها للقضاء على Nebula Gray أخيرًا.
في بعض الأحيان بعد المعركة ضد Nebula Gray، تم الاقتراب من MegaMan بواسطة NetNavi يدعى Iris. جمعت NetNavis القوية المحتملة وطلبت منهم القتال ضد بعضهم البعض والفائز سيحصل على البرنامج النهائي القادر على إعادة ختم Cybeast Gregar، أصل قوة MegaMan's Beast Out. بينما يتقاتل NetNavis مع بعضهم البعض لاستعادة Navi Mark الخاص بالخاسر، ظهر Cybeast Falzer آخر واستهدفه. حصل ميجامان على علامات نافي من أصدقائه، لكنه كان لا يزال غير قادر على هزيمة فالزر. ظهر باس وامتص قوة فالزر، لكن غريغار وفالزر اندمجا مع بعضهما البعض في سوبر سايبيست غريزار لاستبدال القوة التي فقدوها. يؤدي اندماجهم إلى تحويل الواقع إلى بيانات وامتصاصها، ولا يتبقى سوى ميجا مان وباس لمحاربة سايبيست. في النهاية، تمكن ميجا مان باستخدام قوته الخارقة من تدمير قلب سايبيست، ويبدو أنه تم حذفه في الانفجار، مما ترك لان في حالة من الذهول. بعد مرور عام، تم إعادة فتح شبكة الرقمية وعاد ميغامان ، حيث اجتمع بسعادة مع لان .

### أنيمي
يتم تقسيم سلسلة ميغامان إي أكس إي تقريبًا إلى موسمين منفصلتين. يتعلق الأول بالعالم الأصلي Three وخطة دكتور ويلي للعثور على مقاتل النت الأقوى ، والتي بلغت ذروتها في بطولة النت الكبرى N1 Grand Prix، وهي بطولة قتال النت . في ختام الأمر، يستيقظ مقاتل النت الأقوى فرعون من ثباته و يشرع في المطالبة بالشبكة باعتبارها ملكًا له، ويحذف ميغامان في هذه العملية. في نهاية المطاف، أصبح فرعون ضعيفًا بعد قتاله العنيف على يد اثنين من المتأهلين إلى نهائيات البطولة و هما ممتاز و ميغامان الذي أعيد بناؤه حديثًا، مما أدى إلى القبض عليه من قبل دكتور ويلي . في النصف الثاني من الموسم، يواجه الشخصيات Grave، وهي عصابة مافيا النت يقودها دكتور ويلي والتي تسعى إلى إنشاء وحش فيروسي لديه القدرة على تدمير الشبكة.
بعد أشهر، يكمل والد لان ، يويتشيرو هيكاري، أبحاثه على شريحة التوافق، و هي عبارة عن رقاقة متصلة بجهاز يسمى نطاق ابعاد يمكّن المشغلين و مقاتلي النت من أن يصبحوا واحدًا من خلال استخدام الاندماج المتبادل . يتزامن هذا التطور مع ظهور عصابة نيبولا (بقيادة الدكتور ريجال سيئ السمعة) و ضلماوي للسيطرة على العالمين البشري و عالم النت . يتمكن لان من استخدام التوافق الذي لم يتم اختباره بعد للاندماج مع ميغامان وهزيمة ضلماوي الذي تجسد في العالم الحقيقي بمساعدة مولدات نطاق الأبعاد. وبسبب هذا، يصبح لان ليصبح (منقذ الشبكة)، وهو أحد مقاتلي الشبكة الرسميين المكلفين بحماية الشبكة. نتيجة لاندماج المتبادل، يفقد ميغامان خيار تغيير النمط الخاص به، ولكن بدلاً من ذلك يكتسب القدرة على استخدام مهارة شريحة الاتحاد أو تكافؤ Double Soul (Soul Unison) والتي تسمح له بدمج قواه مع مقاتلي النت الآخرين.

## وسائط

### مانجا
تم كتابة ورسم سلسلة المانجا MegaMan NT Warrior بواسطة Ryo Takamisaki ونشرت في مجلة Shogakukan CoroCoro Comic ؛ صرح تاكاميساكي أن قرار التكيف غير المقيد كان بناءً على طلب Capcom في وقت مبكر من تطويرها، حيث شعروا أن التكيف المباشر سيكون مملًا جدًا للقراء. قبل إصدار اللعبة الأولى، لم يكن تاكاميساكي قادرًا إلا على الوصول إلى المواد الصحفية، وكان عليه أن يعتمد في الإعداد على ما لديه حتى يتمكن من الحصول على نسخة، وعند هذه النقطة عاد وأعاد صياغة أي شيء يتعارض مع القصة. 
تم نشر ما مجموعه 13 مجلدًا في اليابان من يوليو 2001 إلى نوفمبر 2006. تم ترخيص جميع المجلدات الثلاثة عشر من السلسلة في أمريكا الشمالية بواسطة Viz Media وتم نشرها في الفترة ما بين 19 مايو 2004،  و5 فبراير 2008.

### أنيمي
1. ↑  【ロックマン エグゼ20周年企画】まんが『ロックマン エグゼ』の作者・鷹岬諒先生へインタビュー！ 連載当時の思い出を振り返る [[Rockman.EXE 20th Anniversary Project] Interview with Ryo Takamisaki, creator of the "Rockman.EXE" manga! Looking Back on Memories of the Serialization]. CoroCoro Comics (باليابانية). شوغاكوكان. 21 Mar 2021. Archived from the original on 2023-02-20. Retrieved 2023-02-20.
2. ↑  "Megaman Sneak Peak". شبكة أخبار الأنمي. 3 يونيو 2004. مؤرشف من الأصل في 2023-02-19. اطلع عليه بتاريخ 2023-02-18.

تم بث الأنمي المقتبس لأول مرة على قناة تلفزيون طوكيو في 4 مارس 2002.  وقد أفرزت أربعة تكملات وهي Axess ، وStream ، وBeast ، و Beast+ . العدد الإجمالي للحلقات بين جميع المسلسلات الخمس هو 209. كان هناك أيضًا فيلم روائي طويل ضمن قصة Stream بعنوان برنامج النور والظلام . تم تكييف المسلسل الأول والثاني ( Axess ) فقط إلى اللغة الإنجليزية.  تم إنتاج النسخة الإنجليزية من المسلسل بواسطة شركة Viz Media وتم تسجيلها بواسطة Ocean Productions ؛ وتم الإعلان عنها بواسطة شركة Warner Bros. في 14 فبراير 2003، وتم بثها لأول مرة في 17 مايو 2003،   على Kids' WB في الولايات المتحدة و Teletoon في كندا.   بعد بث 13 حلقة فقط، توقف المسلسل قبل أن يستأنف في 1 مايو 2004،   مع 26 حلقة أخرى.  استحوذت شركة Jetix Europe على حقوق التلفزيون المدفوع للمسلسل في أغلب المناطق من شركة ShoPro Entertainment في مارس 2004. 
تم بث النسخة الإنجليزية من Axess في فبراير 2005 في الولايات المتحدة وفي أبريل 2005 في كندا،  مع بث الحلقة الأولى كـ "معاينة سريعة" في 22 نوفمبر 2004.   سيتم إسقاطه وإحيائه فقط لإكمال الحلقات النهائية من Axess قبل إسقاطه مرة أخرى، مما يترك السلسلة غير مكتملة.  في مايو 2005، أُعلن أن الأنمي سيتم ترخيصه لمناطق أمريكا اللاتينية في صيف 2005.  كما هو الحال مع العديد من مسلسلات الأنمي التي تم بثها في ذلك الوقت، خضع MegaMan NT Warrior للرقابة؛ على وجه الخصوص، تم تغيير الأسماء المتعلقة إما بالنار أو المتفجرات لإزالة مثل هذه الإشارات. 
بالنسبة لدول جنوب شرق آسيا، أنتجت Voiceovers Unlimited دبلجة إنجليزية بديلة باستخدام المصطلحات اليابانية الأصلية، وموضوعات الافتتاح والنهاية؛ على عكس نسخة Viz Media، لم تخضع هذه الدبلجة للرقابة تمامًا.  
النسخة العربية
- استخدمت النسخة العربية نفس الاسماء الإنجليزية و نفس الشارة الإنجليزية و لم تعتمد على النسخة اليابانية في الدبلجة
الدبلجة العربية عبارة عن خليط بين اللهجة المصرية و اللغة العربية الفصحى
ممثلون الأداء الصوتي
- أحمد عزمي ( في دور لان )
_ إيهاب فهمي ( في دور ميغامان )
- سلوى محمد علي ( في دور مايلو )
- مريم الخشت ( في دور دحروجة )
- دينا الصالح ( في دور ياي ، مادي )
- عادل خلف ( في دور وسيم ، تلجاوي ، استاذ حربي ، القائد كوفتا ، عنيف ، لهيب ، كهاريبو )
- رافت سراج ( في دور ديكس ، شجيع )
- معوض اسماعيل ( في دور توري ، تشاد ، ممتاز ، أبو زهرة ، ديف )
- ضياء عبد الخالق ( في دور الفك المفترس ، مزازيك ، معقود ، سحراوي )
- سهير البدراوي ( في دور ميس ماري ، مايو )
- عايدة فهمي ( في دور سالي ، والدة لان ، )
-رشوان سعيد ( في دور هيكاري والد لان )
- شهاب إبراهيم ( في دور قائد منظمة الشر ، خفيف ، نيران )
ترجمة و أعداد : عمرو حسني
تصحيح و متابعة اللغة العربية : عمرو مقبل
هندسة الصوت : علي السعيد ، حسني على حسني
ساعد في الإخراج : منال إبراهيم
إشراف على الدوبلاج : إيناس إمام
إخراج : عزة شعبان
دبلجة : شركة إي ! أيموشن مصر
اشراف عام : مي شقوير

### فيلم
The movie, Rockman EXE Hikari to Yami no Program (劇場版ロックマンエグゼ 光と闇の遺産(プログラム)) , was shown alongside the Duel Masters feature film, Duel Masters: Curse of the Deathphoenix, as part of a double-billing March 12 أغسطس 2005 في اليابان. تدور أحداث الفيلم نفسه خلال أحداث الموسم الثالث من السلسلة، Stream

### موسيقى
مواضيع النهاية اليابانية
1. "Rockman's Theme ~Pierce Through the Wind~" (ロックマンのテーマ〜風を突き抜けて〜 Rokkuman no Tēma ~Kaze wo Tsukinukete~؟) by Jin Hashimoto (EXE)
2. "Two Futures" (二つの未来 Futatsu no Mirai؟) by Michihiro Kuroda (Axess)
3. "Be Somewhere" by Buzy (Stream)
4. "Song of Victory" (勝利のうた Shōri no Uta؟) by Dandelion (Beast)

مواضيع النهاية اليابانية
1. "قطعة السلام" بقلم ميكا (EXE، الحلقات 1-25)
2. "ابدأ المحاولة" بقلم شوتارو موريكوبو (EXE، الحلقات 26-56)
3. "To Where the Light Is" (光とどく場所 Hikari to Doku Basho؟) بقلم كوميكو هيجا وأكيكو كيمورا (أكسس)
4. "Doobee Doowop Communication" (ドゥビドゥワ コミュニケーション Dubiduwa Komyunikēshon؟) بواسطة Babamania (بث، الحلقة 1–25)
5. "To Where the Light Is ~ The Symbol of Friendship (光とどく場所〜友情のしるし Hikari to Doku Basho ~ Yūjo no Shirushi؟) بقلم كوميكو هيجا وأكيكو كيمورا (بث، الحلقة 26-51)
6. "Footsteps" (あしあと Ashiato؟) بواسطة كلير (الوحش)

## بضائع
الترويج لـ Rockman. كانت سلسلة EXE ثقيلة في اليابان مع مجموعة متنوعة من الألعاب. تتراوح الألعاب من شخصيات الحركة والدمى المحشوة إلى ألعاب الطاولة وبطاقات التداول. تم إصدار العديد من الألعاب في الأصل بواسطة Bandai ، بما في ذلك نسخة إلكترونية من PET المستخدمة في EXE الأصلية، لكن شركة Takara تولت المسؤولية عن التسويق بدءًا من Axess . ومنذ ذلك الحين، تم إصدار ألعاب PET الإلكترونية مع كل طراز جديد يستخدم في العرض: Advanced PET وAdvanced PET II ( Axess )، وProgress PET ( Stream )، وLink PET وLink PET_EX ( Beast and Beast+ ). غالبًا ما يتم تعبئة رقائق المعركة المستخدمة في PETs مع بضائع أخرى، بما في ذلك شخصيات الحركة وحتى الأجزاء اليابانية من ألعاب الفيديو Battle Network .
تظل معظم البضائع حصرية لليابان. ومع ذلك، للمساعدة في الترويج للنسخة الإنجليزية من سلسلة الأنمي، أنشأت شركة ماتيل خطًا من شخصيات MegaMan NT Warrior الأصلية للسوق الأمريكية. تم إصدار السلسلة في موجتين مع التخطيط لموجة ثالثة ولكن لم يتم إصدارها أبدًا. تضمنت شخصيات الحركة العديد من الشخصيات البارزة من الرسوم المتحركة بأطراف قابلة للفصل - قابلة للتبديل مع شخصيات أخرى - بحيث يمكن إرفاق أسلحة Battle Chip بها. أصدرت شركة Mattel أيضًا جميع شخصيات DoubleSoul MegaMan الاثني عشر (التي ظهرت في Battle Network 4 و Axess ) مع درع قابل للفصل، بالإضافة إلى العديد من التماثيل المصغرة (التي عادة ما يتم تصويرها في المعركة) وعدد قليل من التماثيل الأطول، بما في ذلك شخصية CrossFusion MegaMan الناطقة.
علاوة على ذلك، تم استيراد لعبة PET المتقدمة (الموجودة في Axess ) في ثلاثة تصميمات متاحة: الأزرق/الرمادي (MegaMan)، والأحمر/الأسود (ProtoMan)، والأسود/الأرجواني (Bass). تم التخطيط لنموذج Advanced PET II ولكن لم يتم إصداره مطلقًا. تم تعبئة رقائق المعركة الإنجليزية مع كل قطعة تقريبًا من بضائع MegaMan NT Warrior ، ولكن يمكن أيضًا شراء الرقائق بشكل منفصل في حزم التعزيز . ستعمل Battle Chips اليابانية والإنجليزية على الإصدارات اليابانية أو الإنجليزية من PETs، على الرغم من أن Progress PET فقط كان متوافقًا مع الأجيال السابقة من Battle Chips.
في عام 2004، قامت شركة Decipher أيضًا بتوزيع لعبة بطاقات التداول في الولايات المتحدة والتي تسمى "MegaMan NT Warrior Trading Card Game". ومع ذلك، لم يكن ذلك ترجمة لألعاب بطاقات التداول الموجودة مسبقًا في اليابان. تم إصدار ثلاث مجموعات قبل إيقاف اللعبة في عام 2005، بعد نهاية ألعاب الفيديو Mega Man Battle Network . 
في اليابان، تم إصدار العديد من الموسيقى التصويرية التي تحتوي على موسيقى خلفية وأغاني موضوعية مستخدمة في العرض. كما تم إصدار كل حلقة من الأنمي عبر خمسة وستين قرص DVD يحتوي كل قرص عادةً على ثلاث حلقات. في الولايات المتحدة، تم إصدار ثلاثة عشر قرص DVD تغطي الحلقات الأصلية البالغ عددها 52 حلقة من EXE ، بما في ذلك الدبلجة الإنجليزية والإسبانية؛  كما تم إصدار المجلدات الستة الأولى أيضًا في شكل VHS ، بينما لم يتم إصدار النسخة الإنجليزية من Axess على DVD حتى الآن. في عام 2022، كجزء من الترويج لمجموعة Mega Man Battle Network Legacy Collection ، أُعلن أنه سيتم إعادة إصدار كلتا النسختين على YouTube على قناة Mega Man الرسمية؛  بدأت حلقات النسخة اليابانية في الإصدار في 14 ديسمبر،  بينما سيتم بث النسخة الإنجليزية أولاً على Twitch قبل إصدارها.  
تشمل البضائع الأخرى Mega Buster بالحجم الطبيعي الذي يطلق سهام الرغوة، ولعبة لوحة أصلية ذات طابع MegaMan NT Warrior ، وMegaMan. أزياء الهالوين EXE.

## استقبال
حقق MegaMan NT Warrior شعبية كبيرة بين المشاهدين اليابانيين. وفقًا لعينة المشاهدة التي أجرتها Video Research في منطقة كانتو ، اجتذب الأنمي ما معدله 4.5% وبحد أقصى 5.9% من الأسر خلال العام الأخير من عرضه الأصلي.  خلال عرض الدبلجة الإنجليزية، تم عرض Kids' WB! كتب أن المسلسل تفوق على جميع المنافسين ذوي التركيبة السكانية المماثلة.   يقال إن نسخة المانجا المقتبسة بيعت 1.5 مليون نسخة. مليون وحدة لكل مجلد في اليابان وحدها. 
احتل فيلم MegaMan NT Warrior: Program of Light and Dark و Duel Masters: Curse of the Deathphoenix المزدوج المركز الأول في عطلة نهاية الأسبوع التي انتهت في 13 مارس 2005، متغلبًا على فيلم Lorelei: The Witch of the Pacific Ocean من المركز الأول وحطم الرقم القياسي لعطلة الربيع في اليابان بإجمالي 12،708،498 دولارًا أمريكيًا. استمر هذا الرقم القياسي لمدة 5 أسابيع حتى حطم فيلم Constantine الرقم القياسي بإجمالي 14,859,234 دولارًا أمريكيًا في 17 أبريل 2005، وتراجع إلى المرتبة الخامسة في شباك التذاكر الياباني لعطلة نهاية الأسبوع المنتهية في 20 مارس 2005، بإجمالي 1,093,870 دولارًا أمريكيًا .  في الأسبوع التالي، انخفض إلى المركز السابع بإيرادات بلغت 559,800 دولار أمريكي وإجمالي إيرادات شباك التذاكر التراكمي 6,178,840 دولار أمريكي في ثلاثة أسابيع من الإصدار. 

## روابط خارجية
- الموقع الرسمي للعبة MegaMan NT Warrior
- موقع ShoPro's Rockman EXE باللغة اليابانية
- موقع Rockman EXE التابع لقناة TV Tokyo باللغة اليابانية
- موقع Rockman EXE Axess التابع لقناة TV Tokyo باللغة اليابانية
- موقع Rockman EXE Stream التابع لقناة TV Tokyo باللغة اليابانية
- موقع Rockman EXE Beast التابع لقناة TV Tokyo باللغة اليابانية
- موقع معجبي Rockman-exe على الإنترنت
- ميجا مان محارب النت (أنمي) في شبكة أخبار الأنمي